# جايسون ووكر
جايسون ووكر (بالإنجليزية: Jason Walker)‏ (21 فبراير 1984 المملكة المتحدة - ) هو لاعب كرة قدم بريطاني يلعب كمهاجم.

## وصلات خارجية
جايسون ووكر على موقع قاعدة بيانات كرة القدم.إي يو (الإنجليزية)
- جايسون ووكر على موقع Soccerbase.com (لاعب) (الإنجليزية)
- جايسون ووكر على موقع Soccerway.com (الإنجليزية)